# حزقيال كارلوس ألاركون
حزقيال كارلوس ألاركون (بالإسبانية: Juan Carlos Alarcón)‏ هو ممثل فنزويلي، ولد في 27 أكتوبر 1971 في ماردة في فنزويلا.

## وصلات خارجية
- حزقيال كارلوس ألاركون على موقع IMDb (الإنجليزية)